# Alexandr Samedov
Alexandr Sergejevič Samedov (rusky Александр Сергеевич Самедов; * 19. července 1984, Moskva, RSFSR, Sovětský svaz) je ruský funkcionář a bývalý fotbalový záložník (ázerbájdžánského původu).

## Reprezentační kariéra
V A-mužstvu Ruska debutoval 7. 10. 2011 v kvalifikačním utkání v Žilině proti reprezentaci Slovenska (výhra 1:0).
Italský trenér Ruska Fabio Capello jej nominoval na Mistrovství světa 2014 v Brazílii, kde Rusové obsadili se dvěma body nepostupové třetí místo v základní skupině H.
Trenér Leonid Sluckij jej zařadil do závěrečné 23členné nominace na EURO 2016 ve Francii, kde Rusko obsadilo se ziskem jediného bodu poslední čtvrté místo v základní skupině B. Samedov odehrál na turnaji jeden zápas svého týmu ve skupině B (prohra 0:3 s Walesem).